# خانه کانادا
خانه کانادا (فرانسوی: Maison du Canada) یک ساختمان با سبک معماری احیای یونانی در میدان ترافالگار لندن است. این ساختمان از سال ۱۹۷۰ به عنوان یک بنای فهرست‌شده درجه ۲* بوده است. از سال ۱۹۲۵ به عنوان نمایندگی دیپلماتیک کمیسیون عالی کانادا در بریتانیا خدمت کرده است.

## تاریخچه
ساختمانی که بعداً به عنوان خانه کانادا شناخته شد بین سالهای ۱۸۲۴ و ۱۸۲۷ با طراحی سر رابرت اسمیرک معمار موزه بریتانیا ساخته شد.

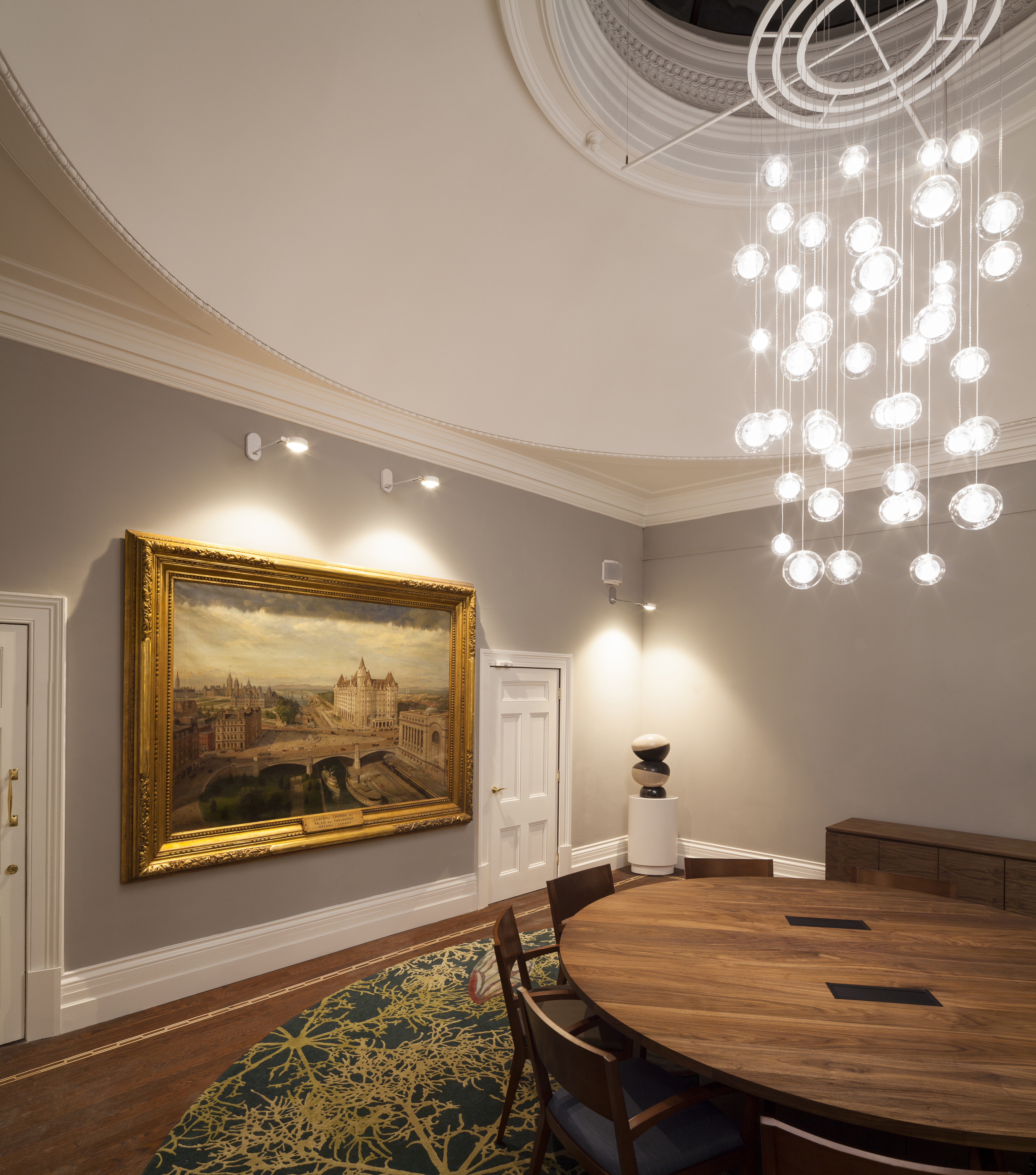
اتاق انتاریو، خانه کانادا

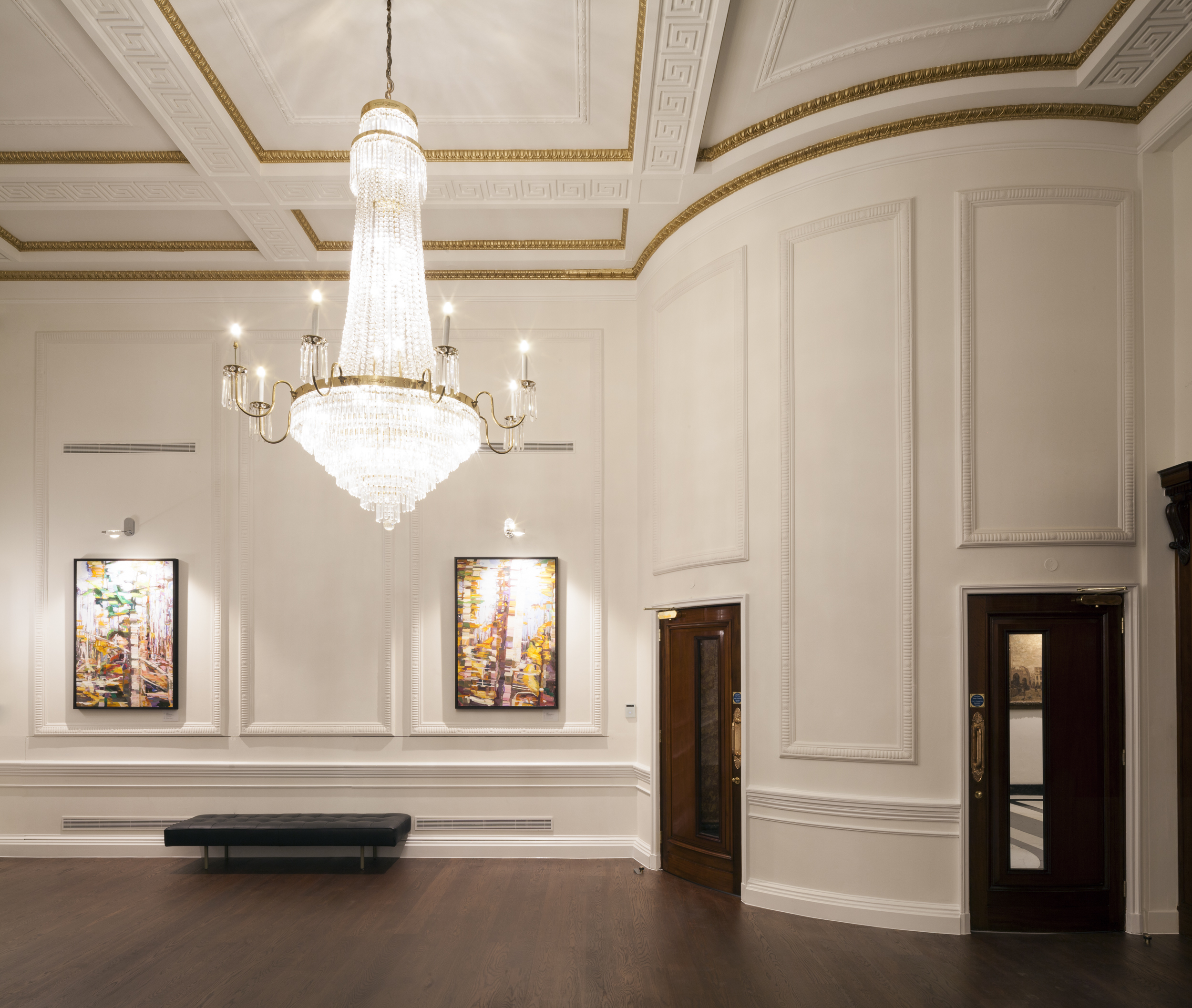
اتاق کینگ مکنزی، پذیرایی، خانه کانادا

## نگارخانه

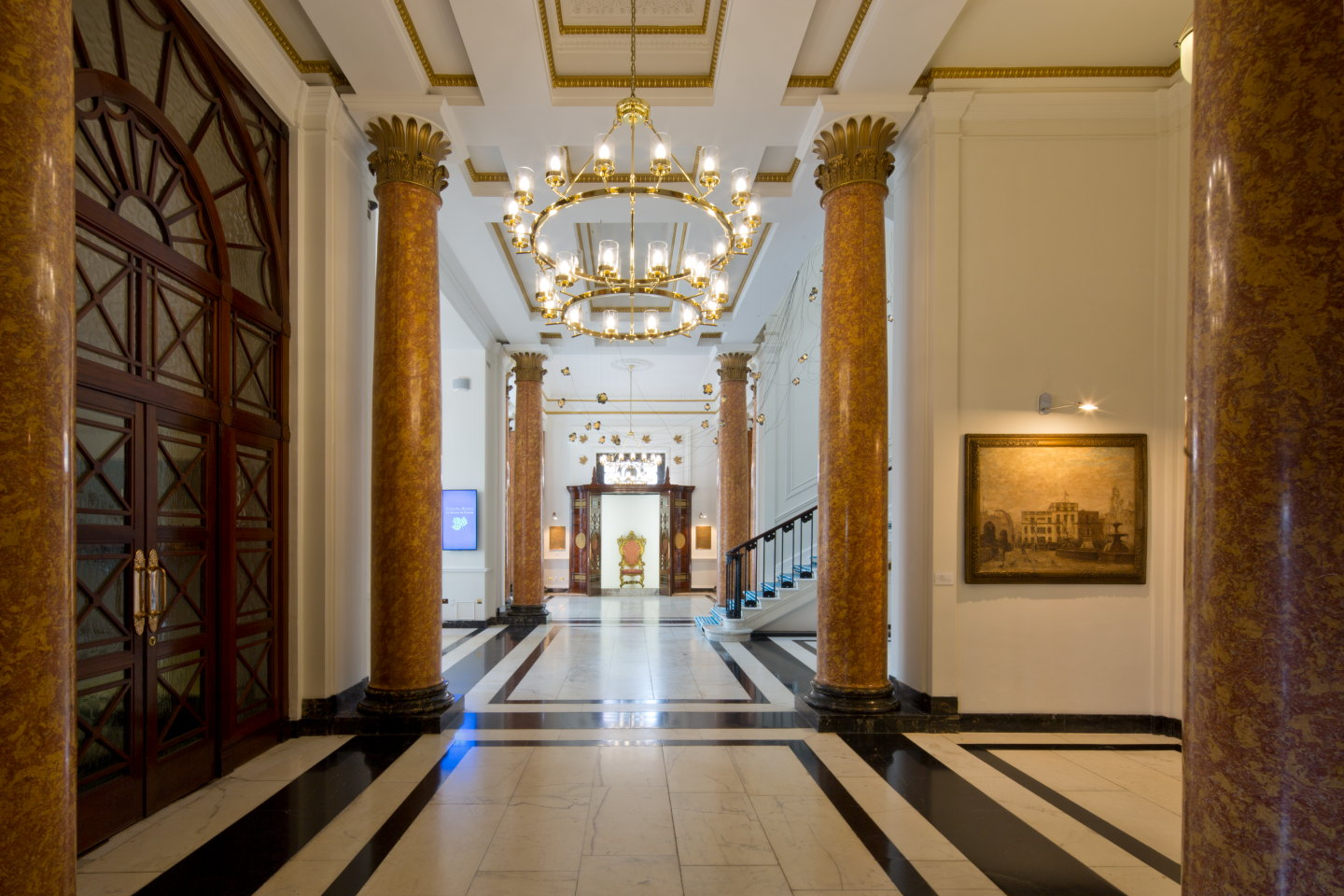
ورودی جلوی خانه کانادا
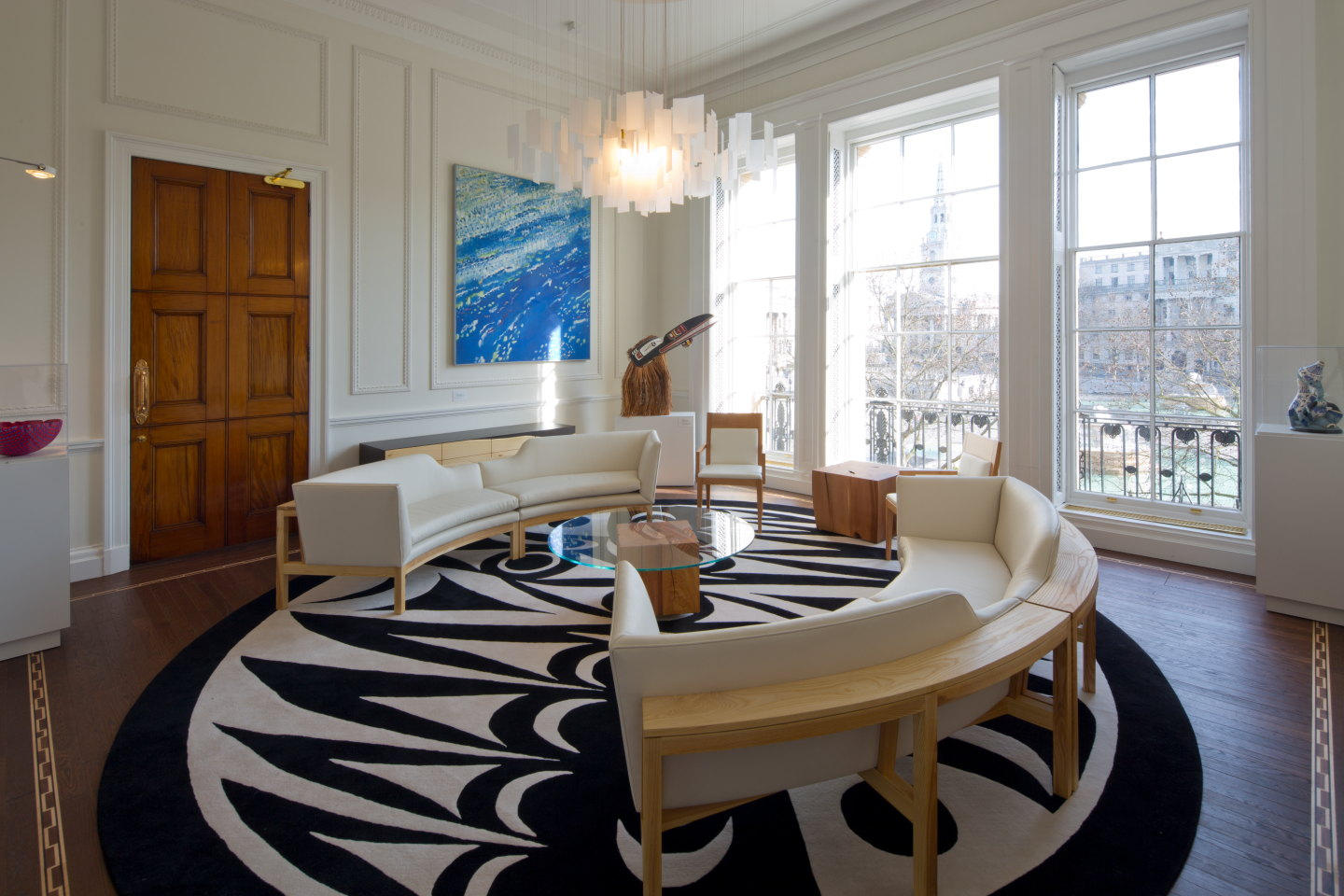
اتاق بریتیش کلمبیا، خانه کانادا
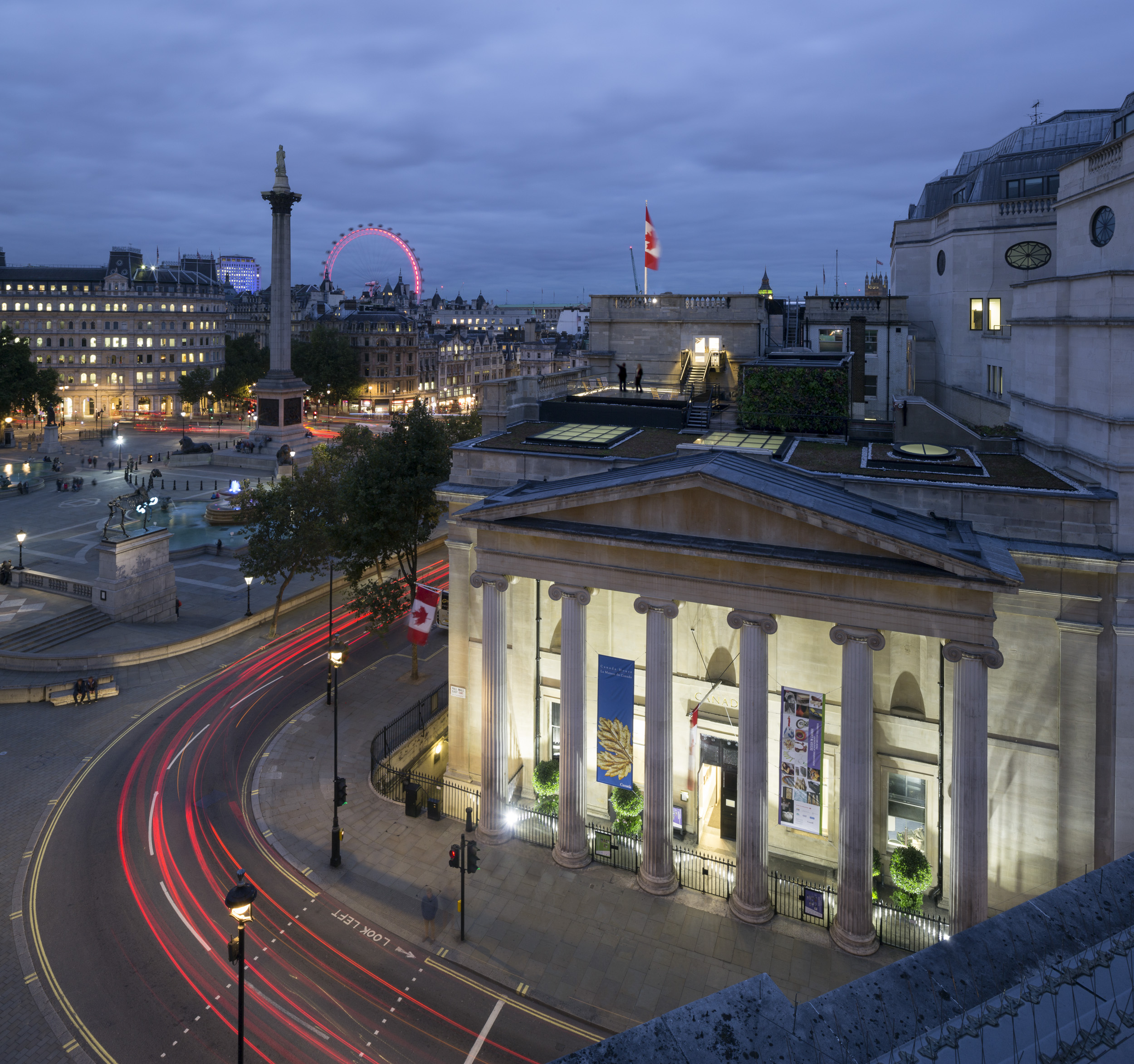
نمای هوایی از خانه کانادا و میدان ترافالگار
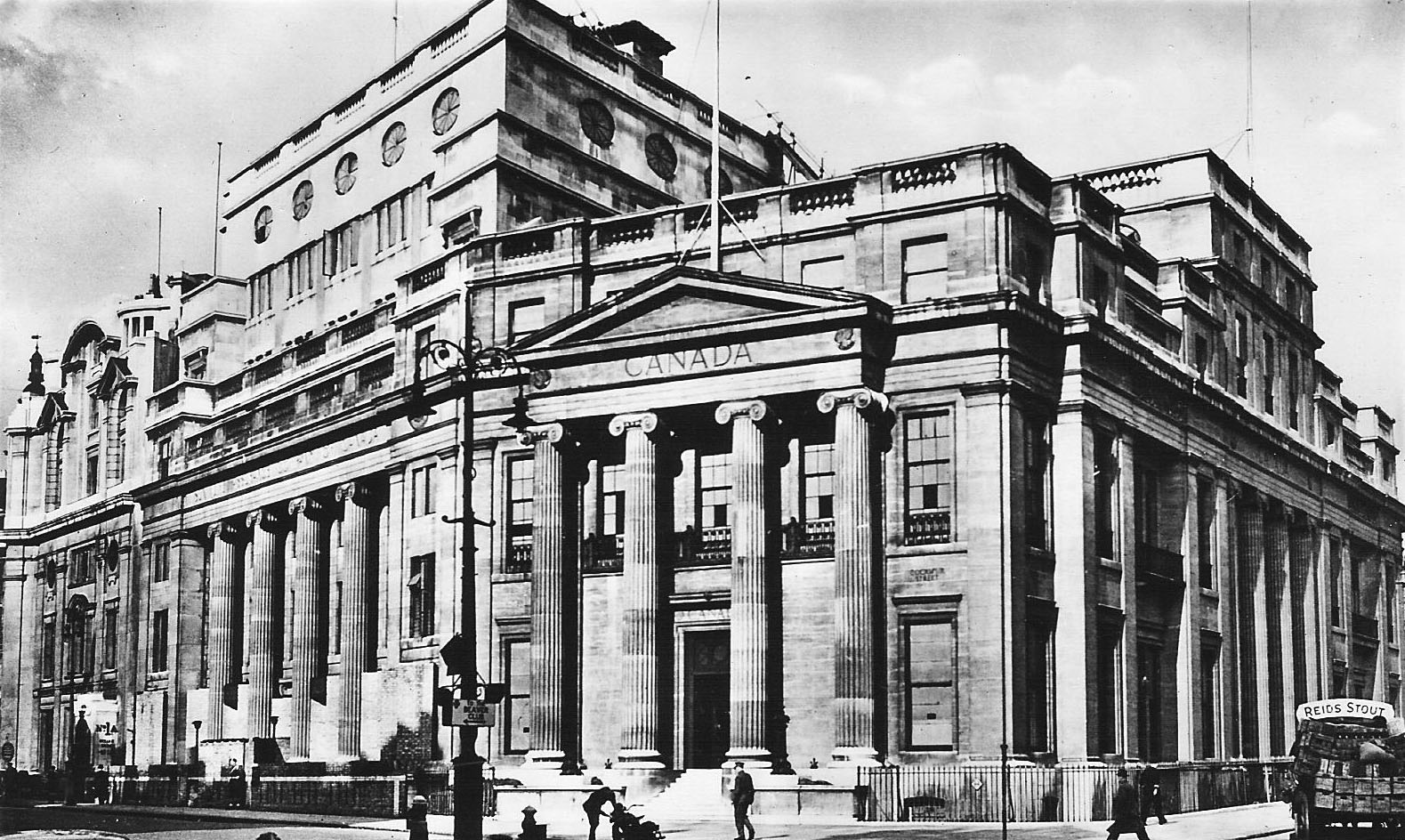
خانه کانادا در سال ۱۹۲۶
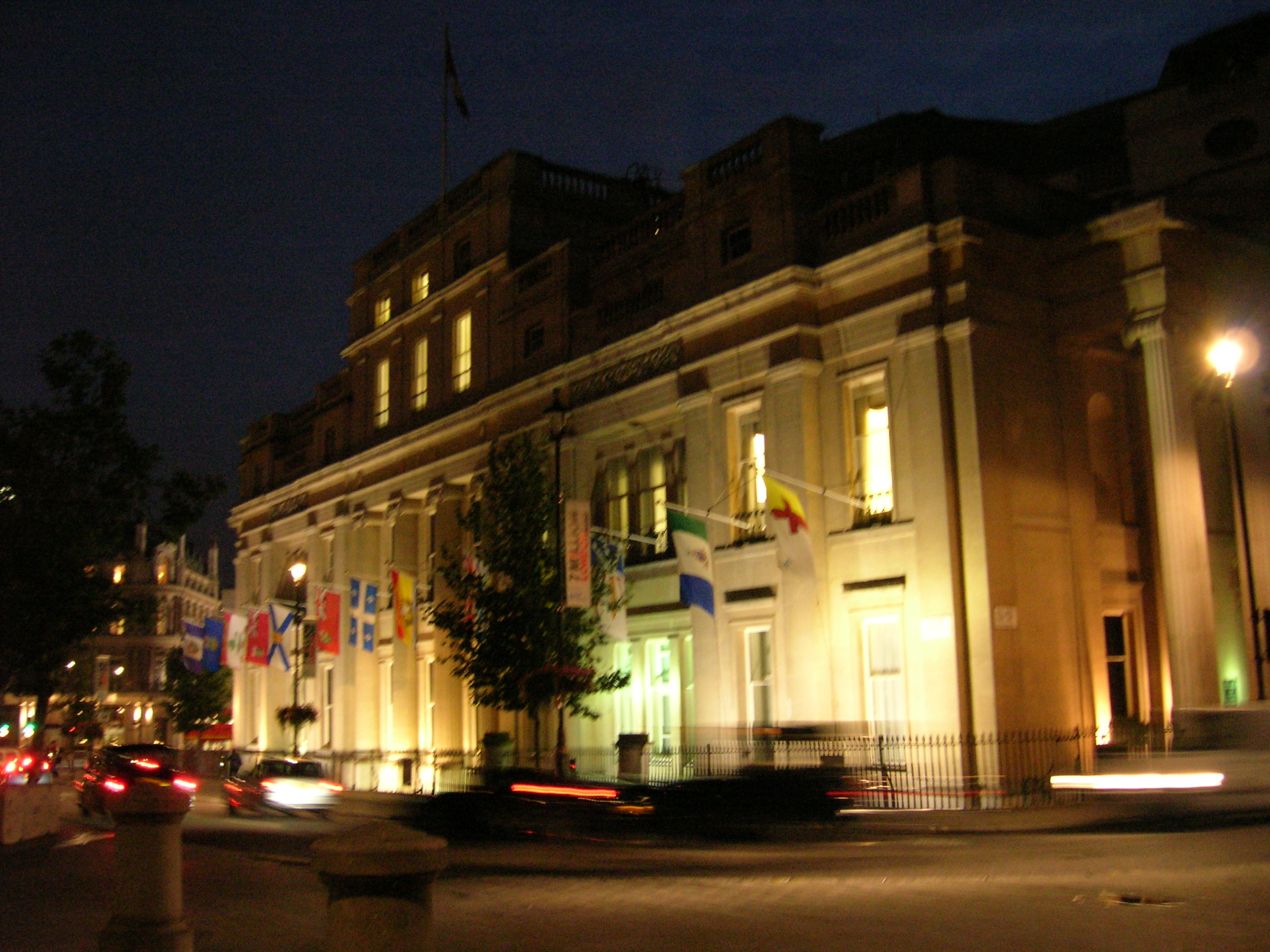
خانه کانادا در شب، نشان دادن پرچم‌های استان‌ها و قلمروهای کانادا در کنار
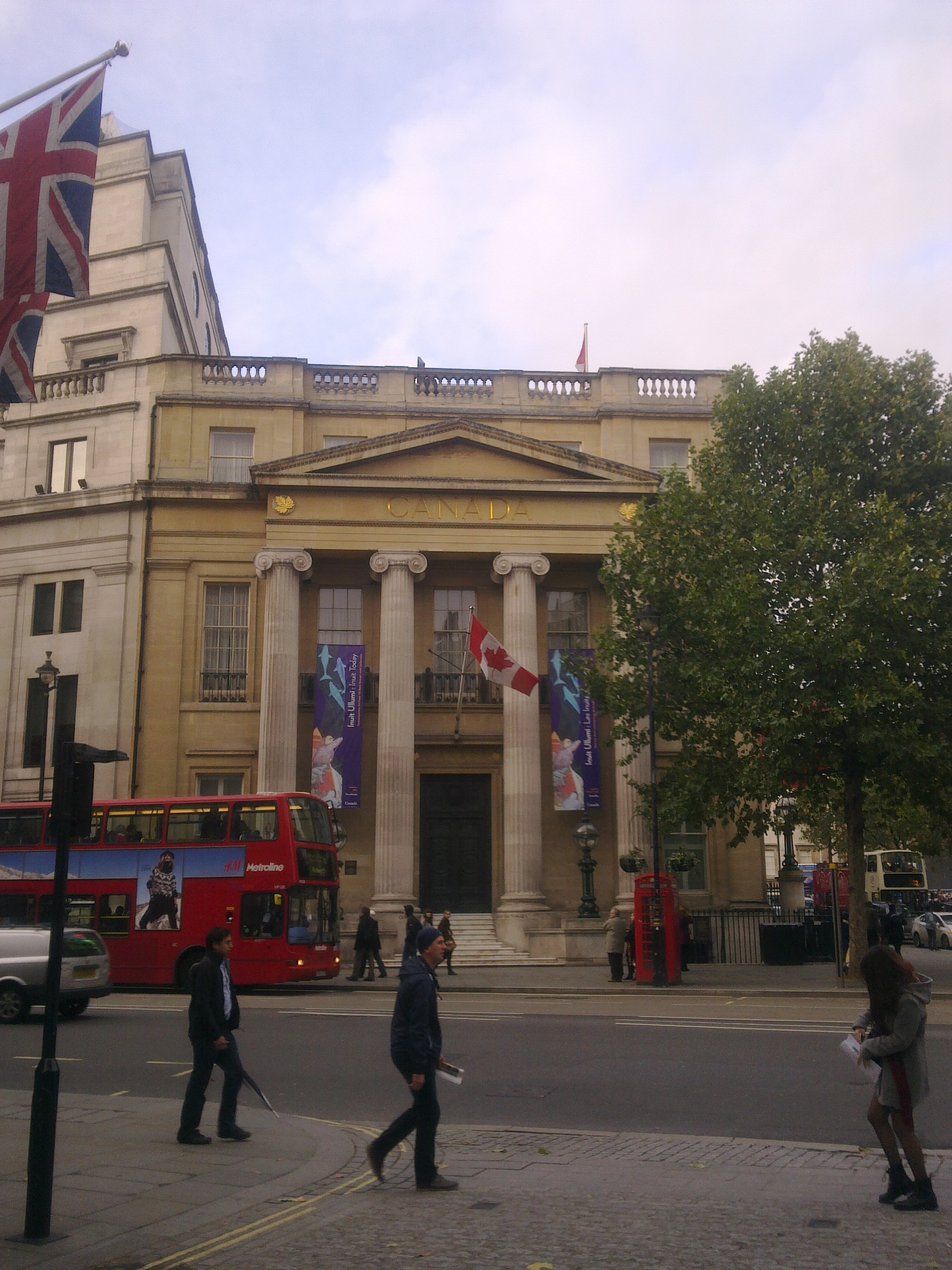
ورودی خیابان کوکسپور
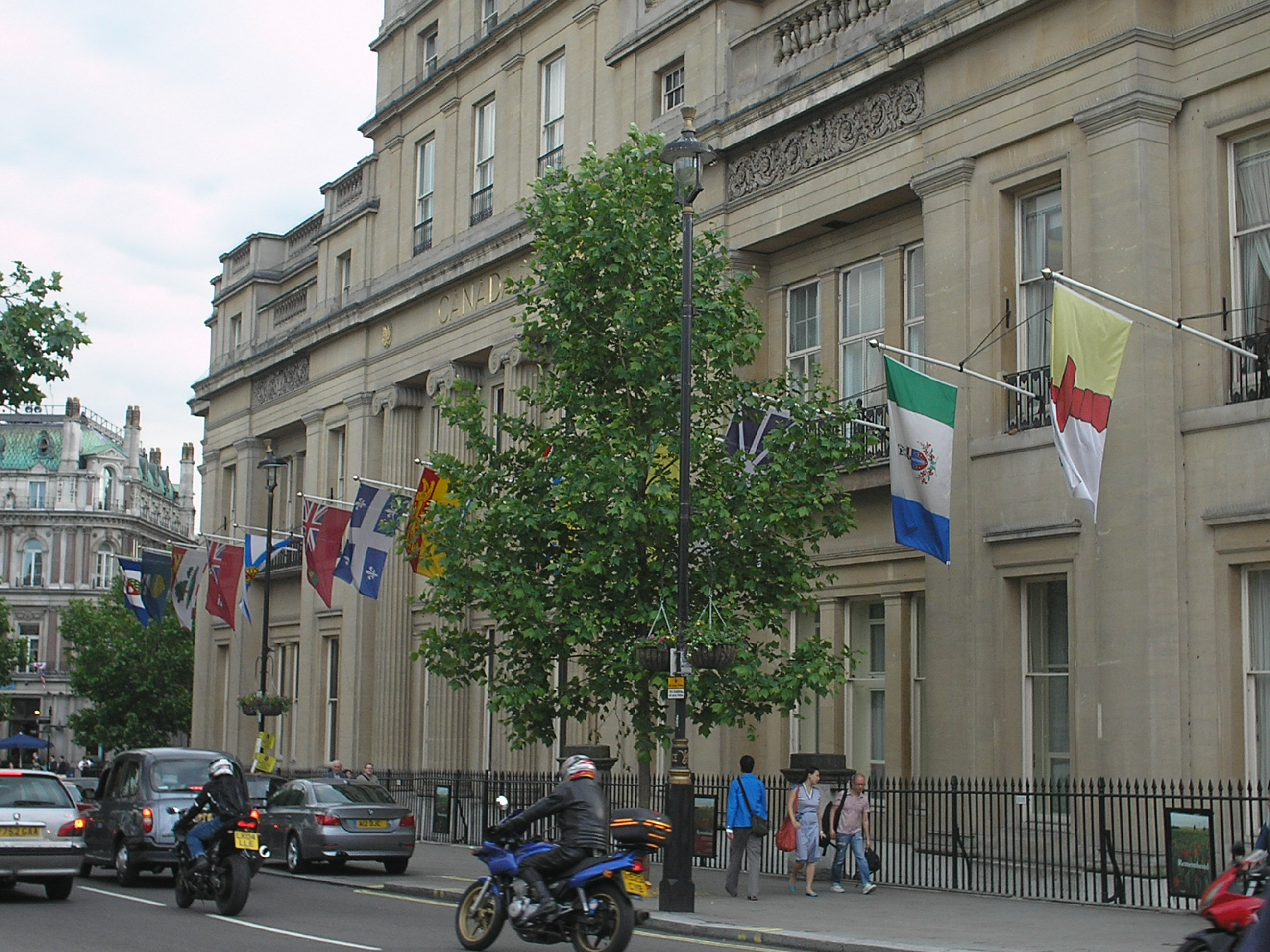
پرچم‌های استانی و منطقه ای بر روی خانه کانادا
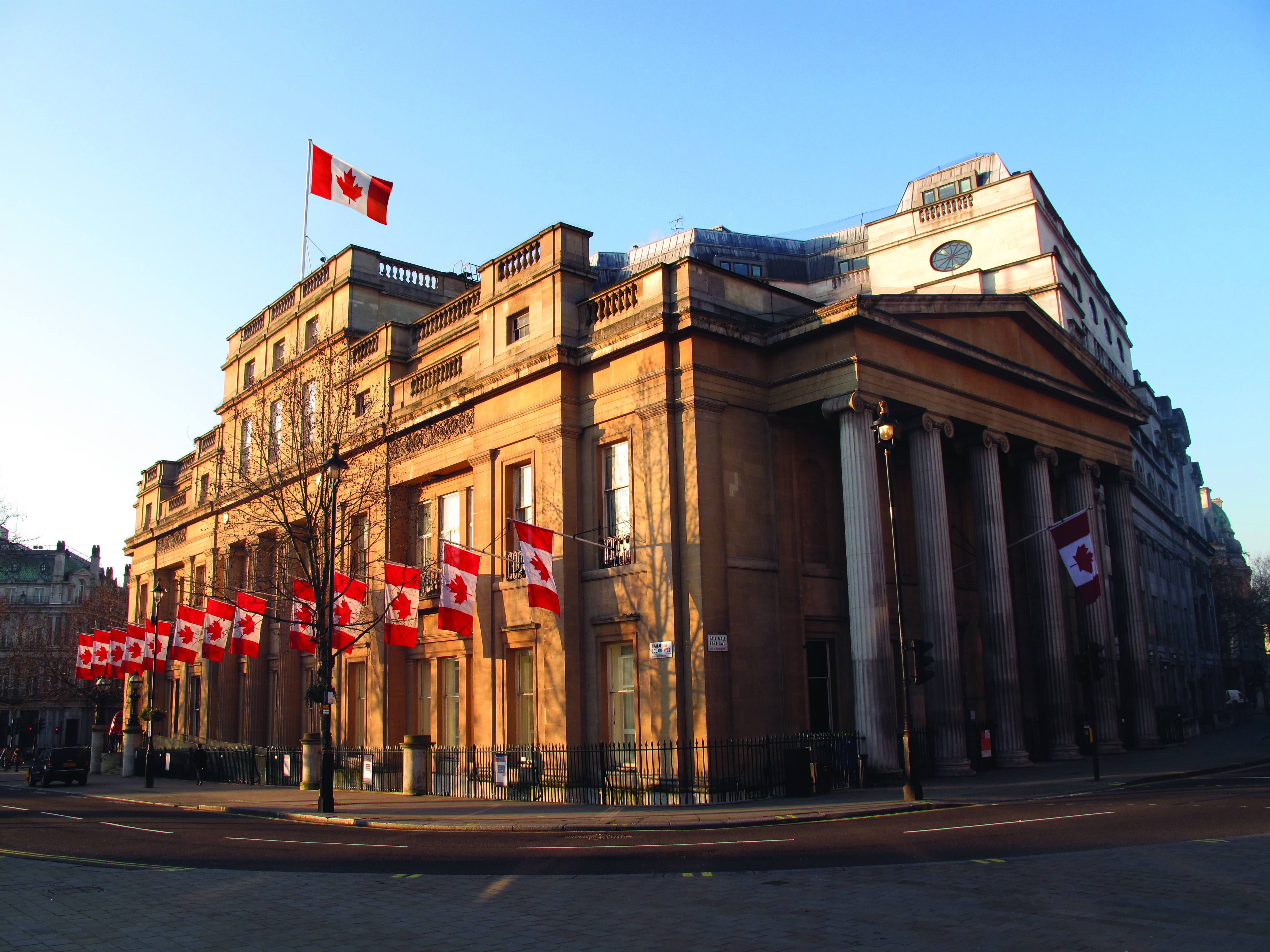
خانه کانادا با پرچم
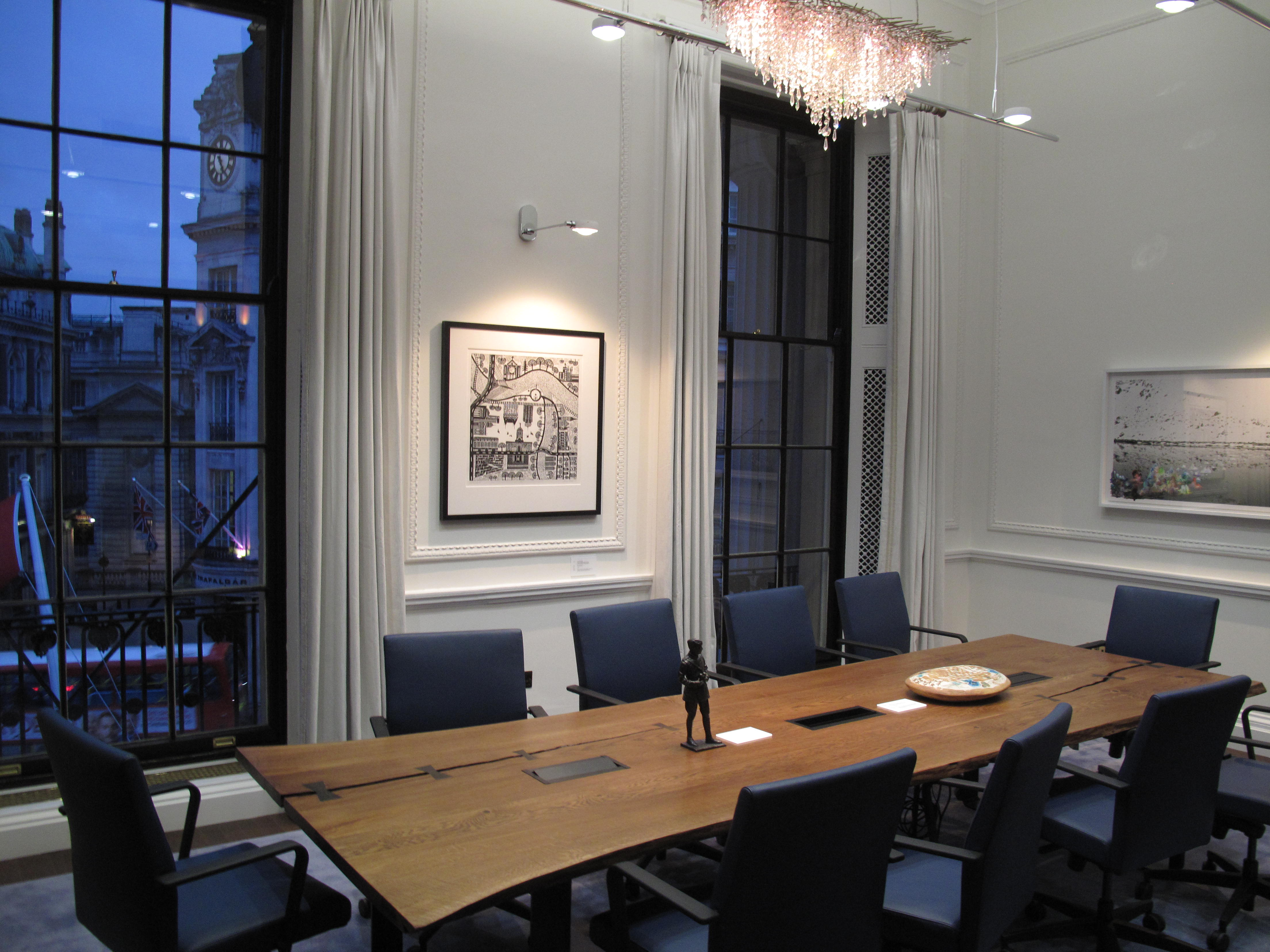
اتاق منیتوبا در خانه کانادا
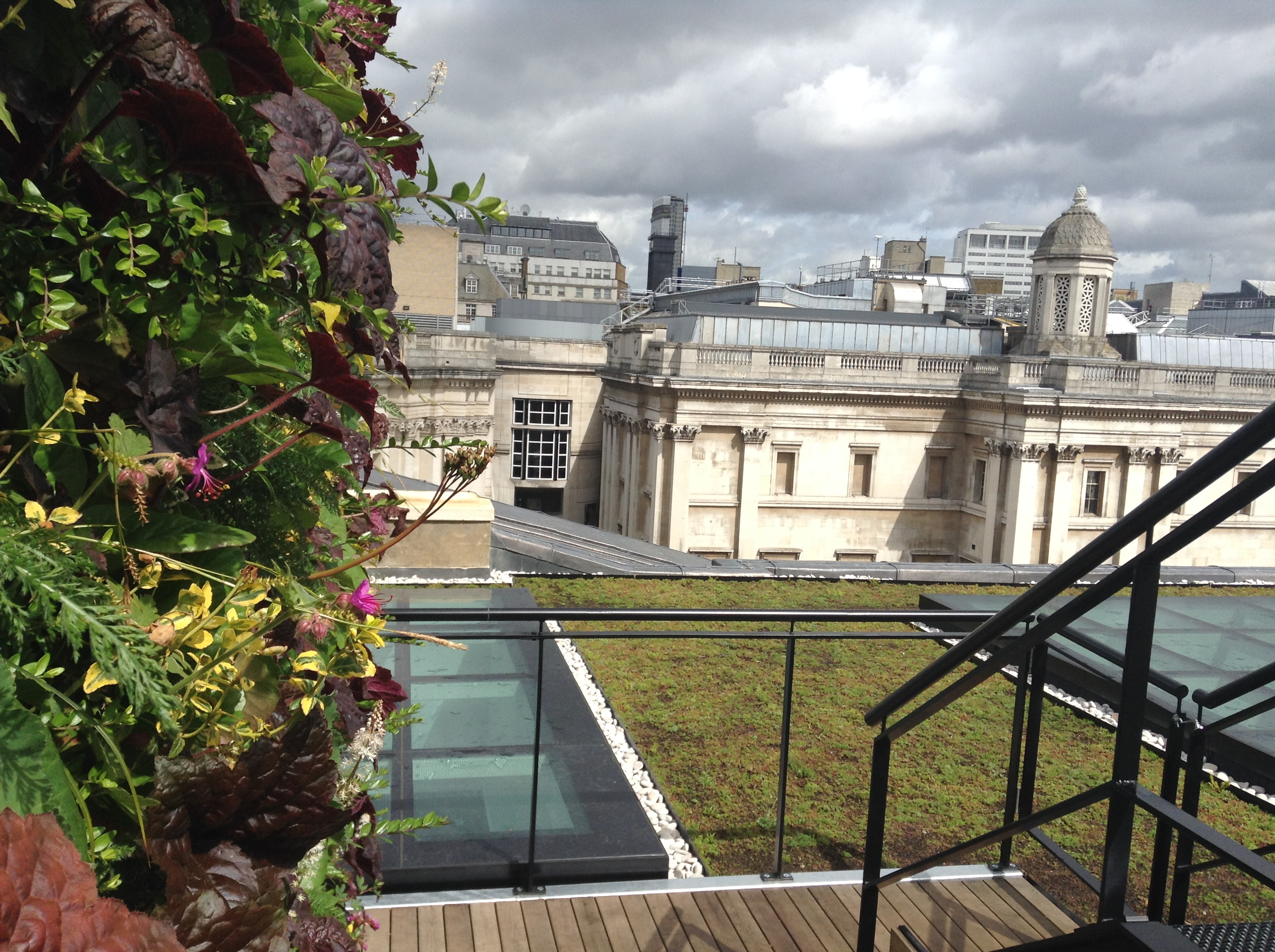
بام سبز در بالای خانه کانادا